# 苏州环贸广场

苏州环贸广场，是中国苏州市的一座摩天大楼，位于苏州工业园区湖东CBD，高303公尺、68層樓，该项目为目前苏州工业园区第二高楼，总建筑面积约26万平方米。於2016年動工、預計2025年完工，是苏州第三高楼。